# Прапор Тульської області
Прапор Тульської області є символом Тульської області. Прийнято 24 листопада 2005 року.

## Опис
Прапор Тульської області являє собою прямокутне полотнище червленого (червоного) кольору зі співвідношенням ширини до довжини 2:3, у центрі якого зображені фігури герба Тульської області: розташований горизонтально вістрям до ратища клинок меча білого кольору, покладений поверх двох таких же схрещених у діагональний хрест клинків; клинки супроводжені вгорі й унизу вертикально поставленими молотками жовтого кольору.